# Fumana laevis
Fumana laevis là một loài thực vật có hoa trong họ Nham mân khôi. Loài này được (Cav.) Pau mô tả khoa học đầu tiên năm 1901.